# 尚书 (官职)
尚书是中国古代中央政府官职，秦漢時期创立。其重要性于汉朝达到顶峰，隋唐以后也成为分管六部的重要职官。
受到中國文化的影響，朝鮮半島的高麗王朝亦設有尚書的官職，為六部的最高官員；高麗忠烈王時，六部改為四司，尚書改稱判書；朝鮮王朝沿用判書之稱，為六曹長官。
越南亦模仿中國官職，設有尚書之職，統領各部。

## 概述
尚書（尚為主掌之意，「尚」，切）為古代官職名，先置於秦（戰國末齊亦有相類似的「掌書」），少府之屬官，為僕役之官，地位很低。秦的少府遺吏四人在官中掌天子所發的文書，為漢所沿襲。初為皇帝近侍，漢成帝尚書的改革及光武帝之建尚書臺，使之變為外朝官，由天子之側近分離出去。
漢武帝时，武帝以尚書奪丞相奏議之權，以制丞權。後因尚書文書之務與中書上章報問之職相近，而漢武帝又喜於内朝決政，身為宦官的中書比身為士人的尚書更便於行走官中，而以中書領尚書。《初学记》卷十一〈職官部〉載「中書令，漢武所置，出納帝命，掌尚書奏事，蓋周宮內史之任。漢初武遊宴後庭，公卿不得入，始用宦者典尚書，通掌圖書章奏之事，其後遂罷尚書，改置中書謁者令（即中書），盡用宦者。」是時上奏書要寫成正副二通，由中書（領尚書）先開副本，若內容其以為不佳則不奏，故能影響政事，《漢書》卷七十四〈魏相傳〉:「上書者皆為二封，署其一曰副，領尚書者先發副封，所言不善，屏去不奏。」昭帝時，霍光更要以領尚書事的身份掌控朝政。宣帝時，以定國和张敞为平尚書事，企图遏制霍光，但张敞被霍光贬官。後霍光去世，其姪孫霍山領尚書事，宣帝為削其權，使吏民之封事不經尚書直接上奏天子，由天子不能直接去處理，故實際上是中書令所理。此例一開，使元帝時中書獨大（如弘恭、石顥），尚書令更要依附中書。
成帝時，遂以領尚書放遂中書宦官，罷中書。亦有王鳳改尚書之官制。《续汉志》云：「尚書四人為四曹月，常待曹主公卿事，二千石曹尚書主郡國二千石事（補充：亦有管刺吏之事），民曹尚書主凡民上書事，客曹尚書主外國夷狄之事。」成帝後設三公曹，因此為五曹。後主客曹又有分南、北主客二曹，二千石曹六有所分。
光武帝更分尚書為六曹（唐六部淵源於此），改尚書為尚書臺，尚書之務更重。杜佑在《通典》中言：「后漢，眾務悉歸尚書，（三公）但受成事而已」，《後漢書》卷七十九〈仲長統傳〉：「雖置三公，事歸台閣，三公之職，備員而已。」
尚書之權日重，後有以其它职务「录尚书事」者，漸變為外朝之職，內朝部臣之位亦漸被宦官中常侍、黃門取代，由此關為東漢之宦官亂政。《後漢書》卷六十三〈李固傳〉：「今與陛下共理天下者，外則公卿、尚書，內則常侍，黃門。」
至隋朝设立尚书省，成为执行政令的正式机构，管辖六部。這制度被唐朝、宋朝沿袭。其間尚書也被劃作六部的最高長官，即吏部尚書、戶部尚書、禮部尚書等等。明、清兩代不设三省，尚书省遂废，但六部長官仍稱尚書（明朝為正二品，清朝為從一品）。